# Bahnhof Berlin Beusselstraße
Der Bahnhof Beusselstraße ist ein Bahnhof der S-Bahn im Berliner Ortsteil Moabit des Bezirks Mitte. Er befindet sich an der Beusselbrücke, die Überführung der Beusselstraße über die Ringbahn.

## Geschichte

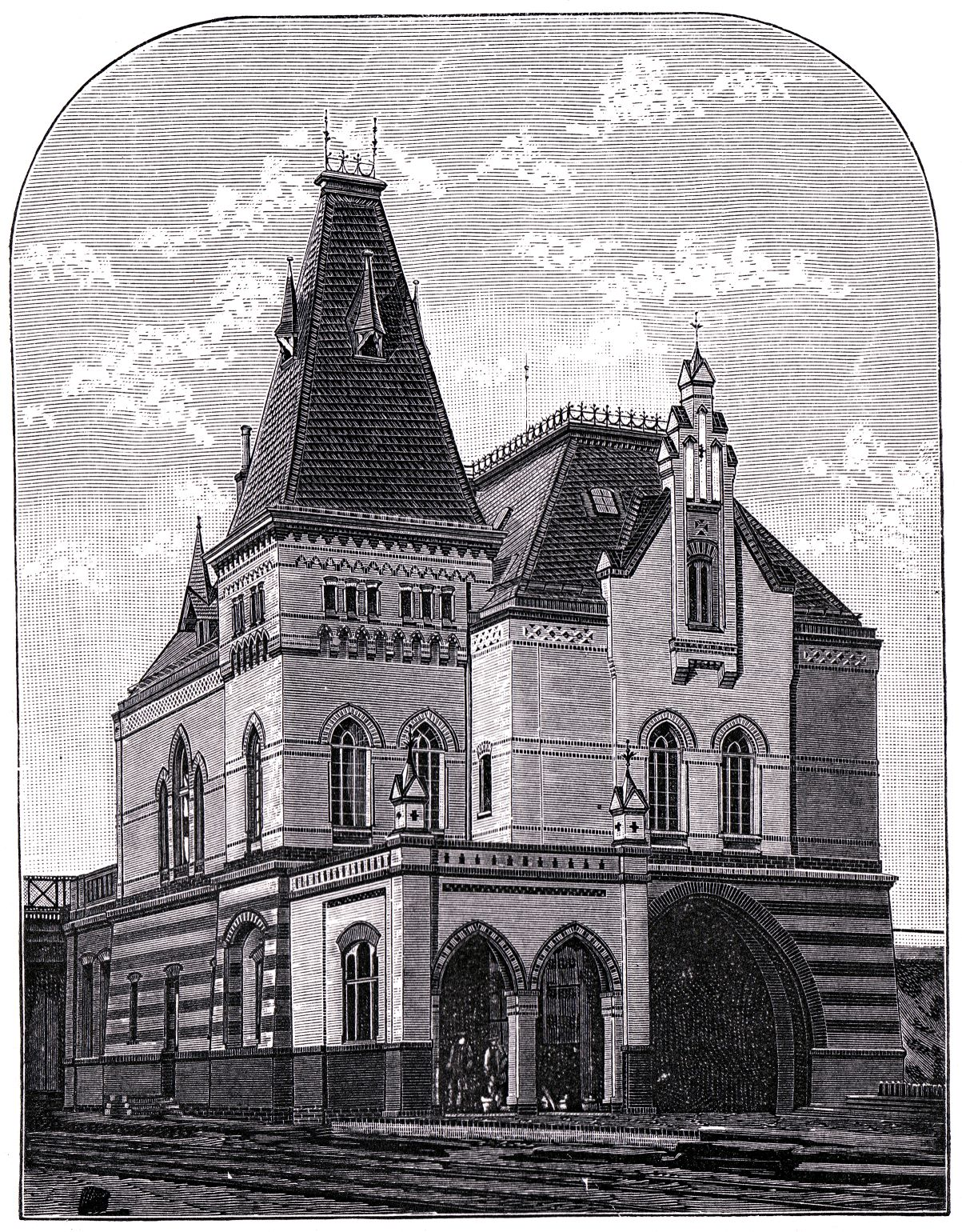
Ansicht der Station, 1894

Bereits seit der Eröffnung des ersten Teilabschnitts der Verbindungsbahn (später „Ringbahn“ genannt) am 1. Januar 1872 existierte etwas weiter östlich des heutigen Bahnhofs der Bahnhof Moabit. Dieser markierte den Beginn der Verbindungsbahn und ist heute noch der Nullpunkt der Streckenkilometrierung der Berliner Ringbahn. Aufgrund der wachsenden Verkehrsnachfrage wurde der Bahnhof Anfang der 1890er Jahre grundlegend umgebaut. Personenverkehr und Güterverkehr wurden dabei getrennt. Am 1. Mai 1894 ging für den Personenverkehr die neue Haltestelle Beusselstraße an der Beusselbrücke in Betrieb und der Bahnhof Moabit wurde an diesem Tag zu einem reinen Güterbahnhof.

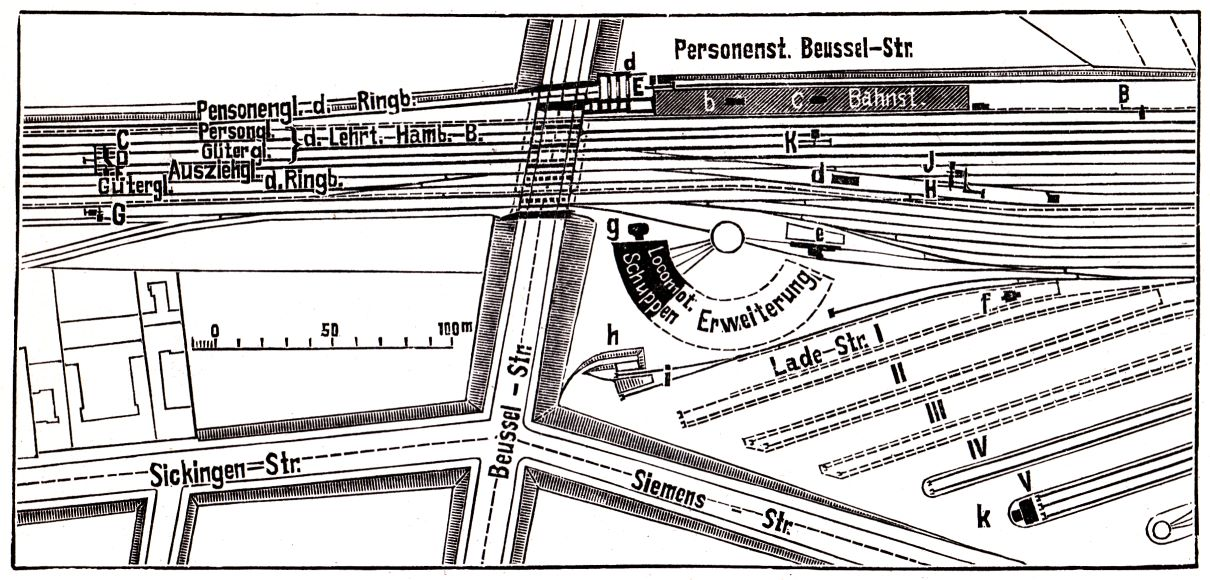
Lageplan, 1894

Die Anlage des Bahnhofs Beusselstraße konnte man als typischen Bahnhof der Ringbahn bezeichnen. Die Station verfügte über einen Mittelbahnsteig und zwei Ausgänge. Der eine befand sich am Kopf des Bahnsteigs an der Beusselbrücke, der andere lag mittig und führte seitwärts weg. Als Dach kam eine einreihige Eisenfachwerkkonstruktion zum Einsatz. Das Empfangsgebäude im neogotischen Stil befand sich auf der Brücke. In den ersten Jahrzehnten verkehrten dort noch Züge mit Dampflokomotiven; im Zuge der „Großen Elektrisierung“ wurden ab 1. Februar 1929 neue Triebwagen wie z. B. der Bauart „Stadtbahn“ (ET 165) eingesetzt.
Die in den 1930er Jahren ausgearbeiteten Pläne der Nationalsozialisten zur Umgestaltung Berlins zur „Welthauptstadt Germania“ sahen umfangreiche Arbeiten auf der nördlichen Ringbahn vor. Der gesamte Vorortverkehr, der entlang dieses Abschnitts auf der Außenseite geführt wurde, sollte einheitlich auf die Innenseite verlegt werden. Zudem war zwischen dem neugeplanten Nordbahnhof (zwischen den Bahnhöfen Westhafen und Wedding) und dem Bahnhof Siemensstadt-Fürstenbrunn eine sogenannte „Fern-S-Bahn“ geplant. Am Bahnhof Beusselstraße sollte diese den Mittelbahnsteig der S-Bahn tangierend vorbeifahren. Nördlich der Vorortgleise sollte sich der ebenfalls verschobene Güterbahnhof zur Belieferung des Berliner Großmarkts am Westhafen erstrecken. Der Zweite Weltkrieg verhinderte die Ausführung dieser Pläne.

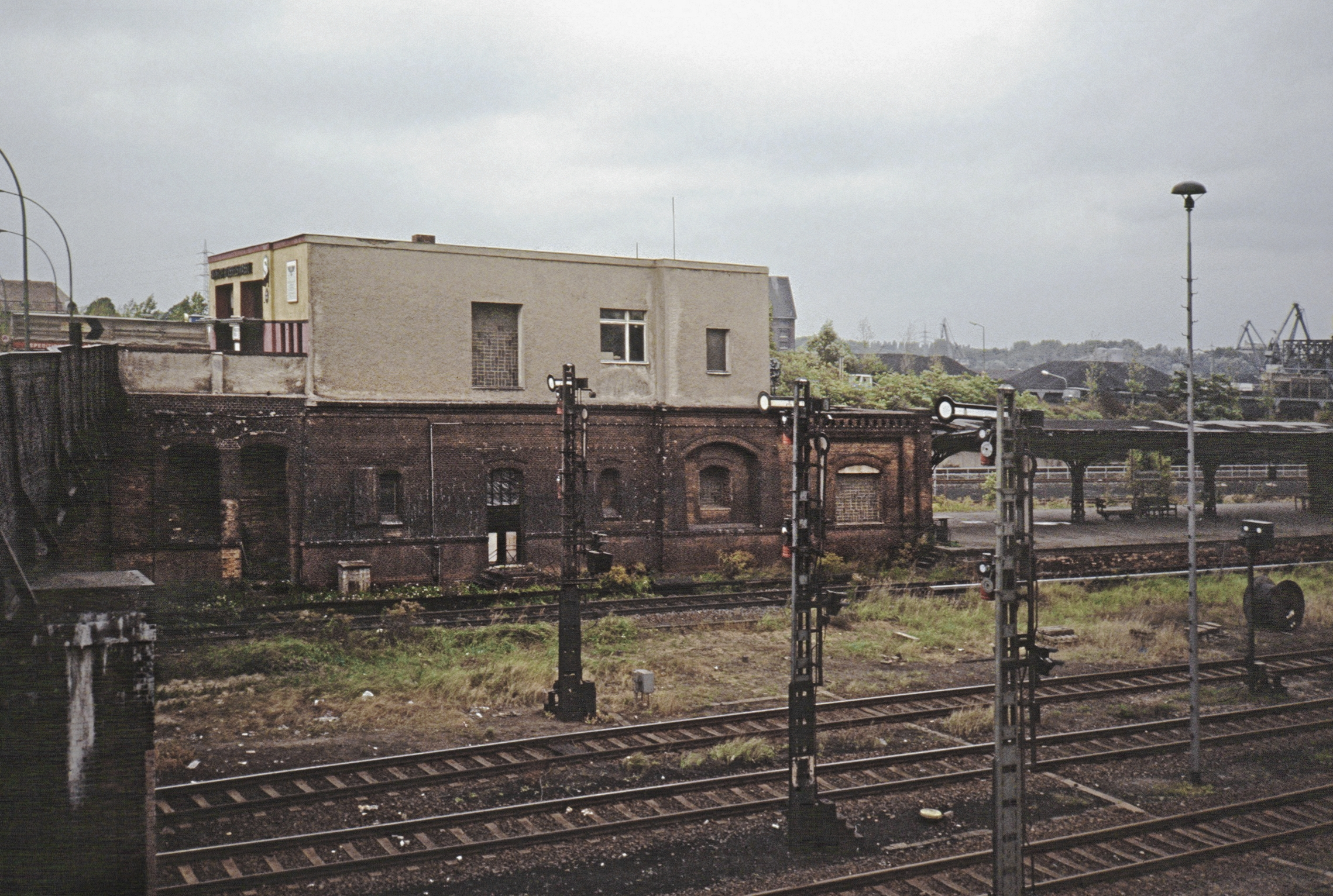
Zugangsbauwerk und Bahnsteig, 1988

Bei den alliierten Luftangriffen wurde das Empfangsgebäude im Zweiten Weltkrieg umfangreich beschädigt. Es wurde erst 1962 abgetragen und anschließend durch einen Flachbau als Eingang ersetzt. Der zweite Zugang mit der als „Gewächshausgang“ bezeichneten verglasten Fußgängerbrücke wurde daraufhin ebenfalls entfernt.
In den 1970er Jahren wurde der Bahnhof Endpunkt der von Spandau und Gartenfeld kommenden Züge. Hintergrund war die Schließung eines Bahnsteigs an der westlich gelegenen Station Jungfernheide, sodass die aussetzenden Züge nicht mehr kehren konnten und somit bis Beusselstraße weiterfahren mussten und in der dortigen Wendeanlage kehrten.
Am 17. September 1980 kam es infolge des Reichsbahnerstreiks zur Einstellung des gesamten S-Bahn-Verkehrs in West-Berlin. Die Anlagen blieben zunächst in ihrem letzten Zustand erhalten, bis 1984 der ebenfalls 1980 gegründete Berliner Fahrgastverband IGEB in das Empfangsgebäude einzog und ein Fahrgastzentrum einrichtete. Vier Jahre später musste dieser allerdings das Grundstück verlassen, da die Beusselbrücke ausgebaut werden sollte und das Gebäude im Weg stand. Neben diesem wurde auch ein Großteil der Bahnsteiganlagen entfernt. 1991 waren lediglich noch Fragmente der Stützen sowie das Stationsvorsteherhäuschen erhalten.

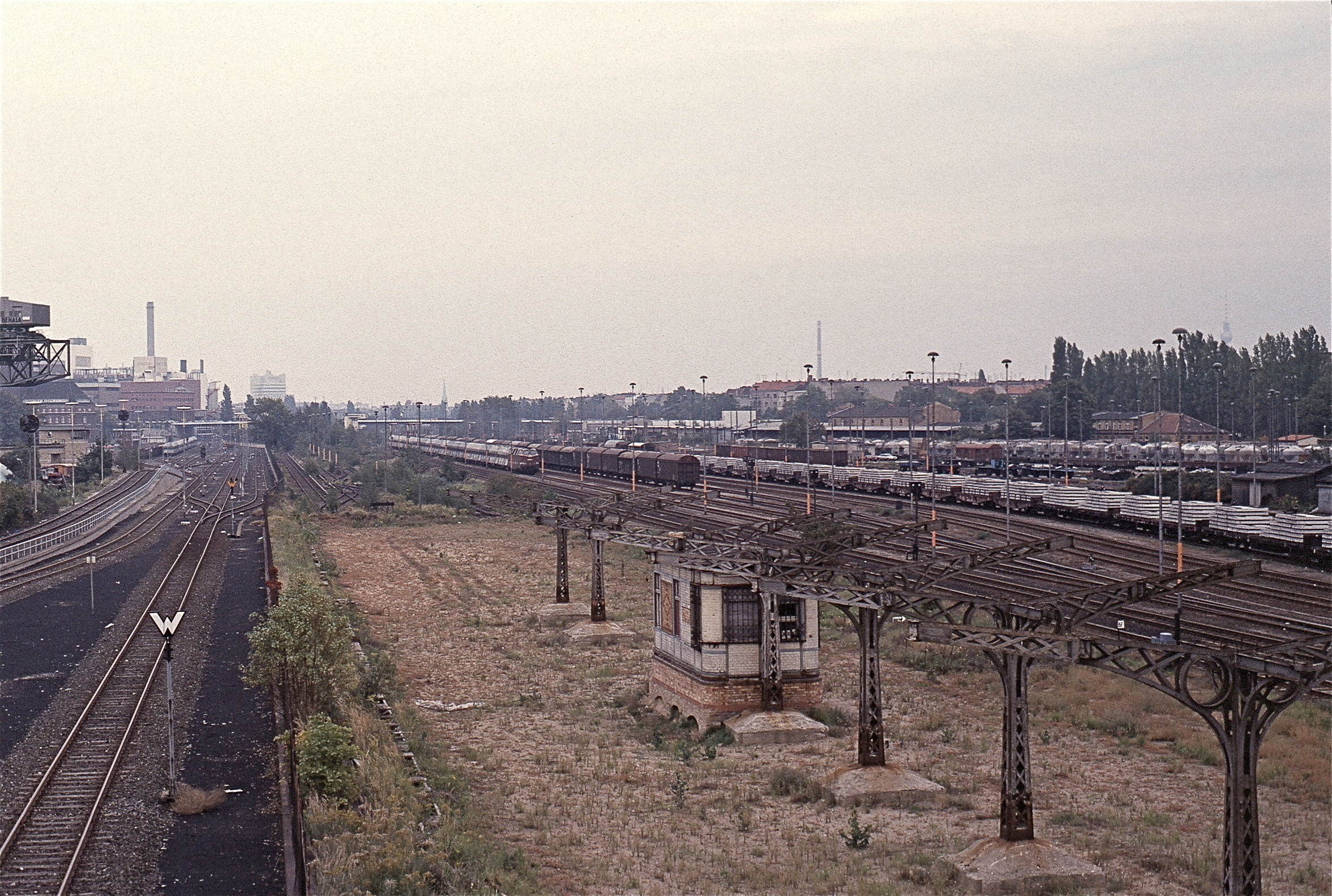
Teilweise abgerissener Bahnsteig, rechts der Güterbahnhof Moabit, 1992

Zur Wiederinbetriebnahme der nördlichen Ringbahn war zunächst angedacht, die noch erhaltenen Stützen in den neuen Bahnhof zu integrieren. Man entschied sich dann allerdings doch zu einem kompletten Neubau, da der neue Bahnsteig auch unter die Beusselbrücke mit verschoben werden sollte, um beidseitig der Brücke Ausgänge anlegen zu können. Die feierliche Wiedereröffnung des Abschnitts Jungfernheide – Beusselstraße – Westhafen war am 19. Dezember 1999 unter der Teilnahme des Regierenden Bürgermeisters Eberhard Diepgen.
Am S-Bahnsteig erfolgt die Zugabfertigung durch den Triebfahrzeugführer mittels Führerraum-Monitor (ZAT-FM).
Mitte der 2010er Jahre sollte östlich des Bahnsteigs eine zweigleisige Kehranlage für aussetzende Züge wieder errichtet werden, dies ist bis 2022 aber nicht geschehen. Ein Gleiswechsel wurde westlich des Bahnsteigs bereits bei der Eröffnung 1999 eingebaut. Im Zuge der Reaktivierung der Siemensbahn soll nun eine Abstellanlage errichtet werden.

## Güterbahnhof Berlin-Moabit

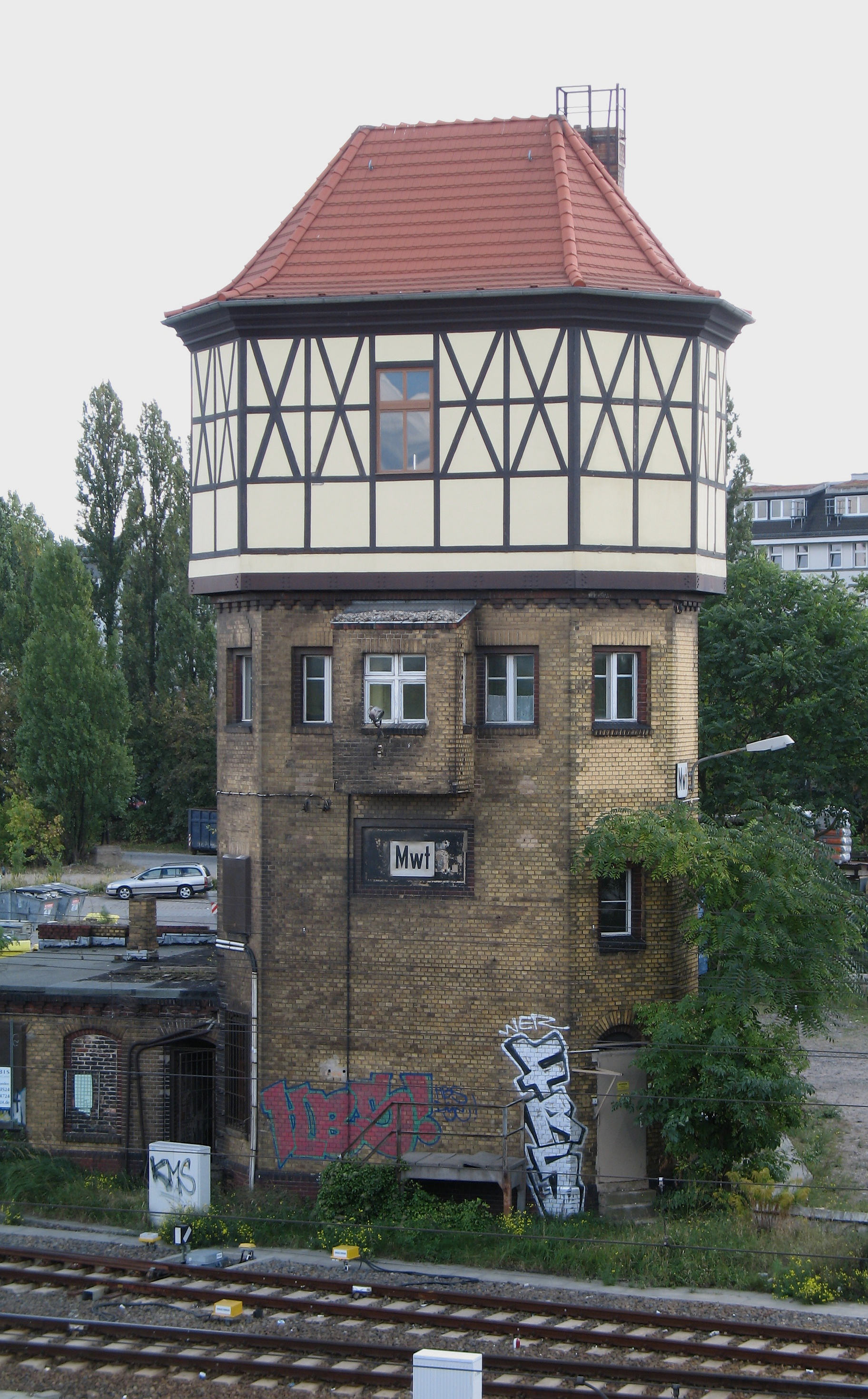
Der ehemalige Wasserturm mit Stellwerk Mwt (Moabit Westturm)

Südlich der S-Bahn-Gleise, zwischen Beussel- und Putlitzbrücke, befindet sich der Güterbahnhof Berlin-Moabit. Er erstreckt sich im Osten bis hinter die Putlitzbrücke. Seine Abstell- und Ladegleisanlagen reichten im Süden bis zur Siemens-/Quitzowstraße und sind mittlerweile zu großen Teilen abgebaut.
In der Zeit des Nationalsozialismus wurden vom Güterbahnhof Moabit über 30.000 Juden deportiert. Heute erinnern daran ein Mahnmal auf der Putlitzbrücke, ein Mahnmal in der Levetzowstraße sowie eine Gedenktafel an der Quitzowstraße, wo im Zuge der Umgestaltung des Areals ein Gedenkort eingerichtet werden soll.
Große Teile des Güterbahnhofs wurden nach 1990 aufgegeben. Auf dem südlichen Bereich entstehen Gewerbeflächen, die u. a. von einem Gastronomiegroßhandel genutzt werden sollen. Zur Erschließung des Geländes ist die Erna-Samuel-Straße gebaut worden, die gleichzeitig die südlichen Wohngebiete vom Durchgangsverkehr entlastet.
Auf einer Teilfläche von 15.000 m² wurde am 24. September 2012 der „Moabiter Stadtgarten“, bestehend aus Spielplatz, Liegeflächen, Obstwiese und Bürgergärten, eröffnet. Zwei Millionen Euro investierte das Land Berlin hierfür im Zuge des „Stadtumbaus West“. Erhaltene Teile eines Güterschuppens wurden in den Park integriert und sollen einer Nachnutzung zugeführt werden.
Die verbliebenen Gleisanlagen des Güterbahnhofs Moabit dienen heute insbesondere der Anbindung des Westhafens und des Kraftwerks Moabit über ein Ausziehgleis am ehemaligen Hamburg-Lehrter Güterbahnhof.
Das von Karl Cornelius entworfene und 1892–1893 errichtete Gebäude des Stellwerks Mwt mit integriertem Wasserturm steht heute unter Denkmalschutz.

## Anbindung
Der S-Bahnhof wird von den Ringbahnlinien S41 und S42 und am Wochenende zusätzlich von der Linie S46 bedient. Es bestehen Umsteigemöglichkeiten zu den Omnibuslinien 106 und 123 der BVG.
| Linie | Verlauf | Takt in der HVZ |
| ----- | --- | --------------- |
| ↻ ↺   | Gesundbrunnen – Schönhauser Allee – Prenzlauer Allee – Greifswalder Straße – Landsberger Allee – Storkower Straße – Frankfurter Allee – Ostkreuz – Treptower Park – Sonnenallee – Neukölln – Hermannstraße – Tempelhof – Südkreuz – Schöneberg – Innsbrucker Platz – Bundesplatz – Heidelberger Platz – Hohenzollerndamm – Halensee – Westkreuz – Messe Nord/ZOB – Westend – Jungfernheide – Beusselstraße – Westhafen – Wedding – Gesundbrunnen \|\| 05 min |                 |
|       | Westend – Messe Nord/ZOB – Westkreuz – Halensee – Hohenzollerndamm – Heidelberger Platz – Bundesplatz – Innsbrucker Platz – Schöneberg – Südkreuz – Tempelhof – Hermannstraße – Neukölln – Köllnische Heide – Baumschulenweg – Schöneweide – Johannisthal – Adlershof – Grünau – Eichwalde – Zeuthen – Wildau – Königs Wusterhausen \|\| 20 min |                 |